# Graham
Graham je priimek več oseb, a tudi osebno ime

## A
- Andrew Graham (1815—1908), irski astronom
- Billy Graham (1918—2018), ameriški baptistični pridigar

## B
- Colin Graham (1931—2007), angleško-ameriški gledališki režiser

## C
- Caroline Graham (*1931), angleška dramatičarka, scenaristka in pisateljica

## D
- Douglas Alexander Henry Graham, britanski general
- Douglas Malise Lord Graham, britanski general

## G
- George Graham (1673—1751), angleški izdelovalec glasbil in urar
- George Graham (nogometaš) (*1944), škotski nogometaš
- Gwethalyn Graham (1913—1965), kanadska pisateljica

## H
- Heather Joan Graham (*1970), ameriška igralka
- Howard Douglas Graham (1898—1986), kanadski general

## J
- John J. Graham (1908—1994), ameriški grafik
- Jorie Graham (*1950), ameriški pesnik

## L
- Lauren Graham (*1967), ameriška igralka
- Lancelot Cecil Torbock Graham, britanski general
- Lindsey Graham (*1955), ameriški politik, senator

## M
- Martha Graham (1894—1991), ameriška plesalka in koreografinja
- Miles William Arthur Peel Graham, britanski general

## N
- Neile Graham (*1958), kanadsko-ameriška pesnica

## R
- Robert Cunninghame Graham (1852—1936), škotski pisatelj

## S
- Silvester Graham (1794—1851), ameriški zdravnik

## T
- Thomas Graham (1805—1869), škotski kemik

## W
- Winston Graham (1907—2003), angleški pisatelj